# Élections générales britanniques de 2005 à Édimbourg
Des élections générales britanniques ont lieu le 5 mai 2005 pour élire la 54e législature du Parlement du Royaume-Uni. Édimbourg élit 5 des 59 députés écossais.

## Résultats

### Global
| Partis | Partis                  | Voix    | Voix  | Voix       | Total des sièges | Total des sièges | Total des sièges |
| Partis | Partis                  | Votes   | %     | +/−        | Sièges           | +/−              |                  |
| ------ | ----------------------- | ------- | ----- | ---------- | ---------------- | ---------------- | ---------------- |
|        | Parti travailliste      | 70 593  | 32,95 | 7,71       | 4 / 5            | 1                |                  |
|        | Libéraux-démocrates     | 67 593  | 31,55 | 9,09       | 1 / 5            | stagnation       |                  |
|        | Parti conservateur      | 41 404  | 19,33 | 0,56       | 0 / 5            | stagnation       |                  |
|        | Parti national écossais | 22 517  | 10,51 | 2,36       | 0 / 5            | stagnation       |                  |
|        | Parti vert              | 8 619   | 4,02  | 3,19       | 0 / 5            | stagnation       |                  |
|        | Parti socialiste        | 3 181   | 1,48  | 1,39       | 0 / 5            | stagnation       |                  |
|        | UKIP                    | 205     | 0,10  | 0,05       | 0 / 5            | stagnation       |                  |
|        | Autres                  | 126     | 0,06  |            | 0 / 5            | stagnation       |                  |
| Total  | Total                   | 214 238 | 100   | stagnation | 5 / 5            | 1                |                  |

### Par circonscription

#### Edinburgh East
| Candidats                      | Candidats                      | Partis                          | Voix   | %    | +/− |
| ------------------------------ | ------------------------------ | ------------------------------- | ------ | ---- | --- |
|                                | Gavin Strang                   | Parti travailliste              | 15 899 | 40,0 | 9,7 |
|                                | Gordon Mackenzie               | Libéraux-démocrates             | 9 697  | 24,4 | 7,2 |
|                                | Stefan Tymkewycz               | Parti national écossais         | 6 760  | 17,0 | 0,6 |
|                                | Mev Brown                      | Parti conservateur              | 4 093  | 10,3 | 0,8 |
|                                | Cara Gillespie                 | Parti vert                      | 2 266  | 5,7  |     |
|                                | Catriona Grant                 | Parti socialiste                | 868    | 2,2  | 1,8 |
|                                | Brett Harris                   | Death, Dungeons and Taxes Party | 89     | 0,2  |     |
|                                | Peter Clifford                 | Indépendant                     | 37     | 0,1  |     |
| Total (Participation : 60,9 %) | Total (Participation : 60,9 %) | Total (Participation : 60,9 %)  | 39 709 | 100  |     |

#### Edinburgh North and Leith
| Candidats                      | Candidats                      | Partis                         | Voix   | %    | +/−        |
| ------------------------------ | ------------------------------ | ------------------------------ | ------ | ---- | ---------- |
|                                | Mark Lazarowicz                | Parti travailliste             | 14 597 | 34,2 | 7,7        |
|                                | Mike Crockart                  | Libéraux-démocrates            | 12 444 | 29,2 | 8,9        |
|                                | Iain Whyte                     | Parti conservateur             | 7 969  | 18,7 | stagnation |
|                                | Davie Hutchison                | Parti national écossais        | 4 344  | 10,2 | 4,2        |
|                                | Mark Sydenham                  | Parti vert                     | 2 482  | 5,8  |            |
|                                | Bill Scott                     | Parti socialiste               | 804    | 1,9  | 1,7        |
| Total (Participation : 62,4 %) | Total (Participation : 62,4 %) | Total (Participation : 62,4 %) | 42 640 | 100  |            |

#### Edinburgh South
| Candidats                      | Candidats                      | Partis                         | Voix   | %    | +/− |
| ------------------------------ | ------------------------------ | ------------------------------ | ------ | ---- | --- |
|                                | Nigel Griffiths                | Parti travailliste             | 14 188 | 33,2 | 6,1 |
|                                | Marilyne MacLaren              | Libéraux-démocrates            | 13 783 | 32,3 | 7,0 |
|                                | Gavin Brown                    | Parti conservateur             | 10 291 | 24,1 | 1,4 |
|                                | Graham Sutherland              | Parti national écossais        | 2 635  | 6,2  | 3,1 |
|                                | Steve Burgess                  | Parti vert                     | 1 387  | 3,2  |     |
|                                | Morag Robertson                | Parti socialiste               | 414    | 1,0  | 1,2 |
| Total (Participation : 69,4 %) | Total (Participation : 69,4 %) | Total (Participation : 69,4 %) | 42 698 | 100  |     |

#### Edinburgh South West
| Candidats                      | Candidats                      | Partis                         | Voix   | %    | +/− |
| ------------------------------ | ------------------------------ | ------------------------------ | ------ | ---- | --- |
|                                | Alistair Darling               | Parti travailliste             | 17 476 | 39,8 | 4,6 |
|                                | Gordon Buchan                  | Parti conservateur             | 10 234 | 23,3 | 3,2 |
|                                | Simon Clark                    | Libéraux-démocrates            | 9 252  | 21,1 | 9,4 |
|                                | Nick Elliott-Cannon            | Parti national écossais        | 4 654  | 10,6 | 2,8 |
|                                | John Blair-Fish                | Parti vert                     | 1 520  | 3,5  |     |
|                                | Pat Smith                      | Parti socialiste               | 585    | 1,3  | 1,0 |
|                                | William Boys                   | UKIP                           | 205    | 0,5  | 0,3 |
| Total (Participation : 65,0 %) | Total (Participation : 65,0 %) | Total (Participation : 65,0 %) | 43 926 | 100  |     |

#### Edinburgh West
| Candidats                      | Candidats                      | Partis                         | Voix   | %    | +/−  |
| ------------------------------ | ------------------------------ | ------------------------------ | ------ | ---- | ---- |
|                                | John Barrett                   | Libéraux-démocrates            | 22 417 | 49,5 | 11,2 |
|                                | David Brogan                   | Parti conservateur             | 8 817  | 19,5 | 2,2  |
|                                | Navraj Singh Ghaleigh          | Parti travailliste             | 8 433  | 18,6 | 7,9  |
|                                | Sheena Cleland                 | Parti national écossais        | 4 124  | 9,1  | 1,6  |
|                                | Ailsa Spindler                 | Parti vert                     | 964    | 2,1  |      |
|                                | Gary Clark                     | Parti socialiste               | 510    | 1,1  | 1,0  |
| Total (Participation : 68,3 %) | Total (Participation : 68,3 %) | Total (Participation : 68,3 %) | 45 265 | 100  |      |

### Députés élus
| Circonscription           | Député élu | Député élu       |
| ------------------------- | ---------- | ---------------- |
| Edinburgh East            |            | Gavin Strang     |
| Edinburgh North and Leith |            | Mark Lazarowicz  |
| Edinburgh South           |            | Nigel Griffiths  |
| Edinburgh South West      |            | Alistair Darling |
| Edinburgh West            |            | John Barrett     |